# 제1대 웰링턴 공작 아서 웰즐리
제1대 웰링턴 공작 아서 웰즐리(Arthur Wellesley, an chéad Diúc Wellington, KG, GCB, FRS, 1769년 5월 1일~1852년 9월 14일)는 아일랜드의 더블린에서 태어나, 영국군 총사령관을 거쳐 총리를 지낸 영국의 군인이자 정치인이다. 나폴레옹 전쟁 때의 활약으로 명성을 얻었다.

## 생애
1796년 마이소르 전쟁에서 공을 세워 1799년 마이소르 총독이 되었고, 이후 마라타 전쟁에서 계속해서 공을 세웠다. 이 시기부터 이미 보급과 대민관계에 중점을 두는 전략적 특징이 형성되었다.
1804년 소 피트 내각이 성립한 후, 육군상 캐슬레이 자작의 후원으로 하노버 원정대의 지휘관으로 내정되었으나, 나폴레옹이 아우스터리츠 전투에서 대승하면서 계획은 백지화되었고, 마땅히 맡을 자리가 없어져 버렸다. 1808년 포르투갈에서 나폴레옹에 대항하는 반란이 일어나자 비로소 원정대 지휘관으로 다시 복귀할 수 있었다.
그 해 8월 21일 영국군 원정대는 비메이로 전투에서 프랑스 쥐노 장군의 부대를 격파했다. 그러나 곧이어 쥐노 부대 포로들의 송환에 합의하는 신트라 협정이 맺어짐에 따라 영국군은 더 이상 이베리아반도에서 프랑스군과 대치하기 힘들어졌고, 웰링턴의 부대는 본국으로 복귀했다.
1809년, 웰링턴은 내각을 설득하여 포르투갈로의 재원정을 허가받았다. 이것은 나폴레옹 전쟁의 중대한 전환점을 마련했다. 리스본에 상륙한 영국군 원정대는 포르투갈 주둔군 사령관인 술트 원수의 부대를 급습하여 일거에 포르투갈을 해방시키고 에스파냐로 진격해 들어갔다. 에스파냐의 반란군과 연합한 웰링턴의 부대는 7월 27일, 탈라베라 전투에서 다시 한번 프랑스군을 격파했으나, 마드리드를 함락시키는데는 실패했다. 공성을 풀고 포르투갈로 후퇴하던 웰링턴은 부사코 전투에서 이를 추격해 오던 마세나 원수의 부대를 무찔렀다.
리스본에서 농성하면서 토레스베드라스 요새선을 구축한 웰링턴의 부대에 대해 프랑스군은 손을 쓸 수가 없었다. 결국 마세나는 1811년 봄, 포르투갈을 포기하고 철수할 수밖에 없었다.
1812년 병력을 보충하여 반격에 나선 웰링턴은 그 해 7월 22일 살라망카 전투에서 4만명에 이르는 프랑스군을 40분만에 격멸하는 대승리를 거두고, 8월 12일 마침내 마드리드에 입성했다. 1813년 6월 21일의 비토리아 전투로 이베리아반도의 프랑스군은 완전히 궤멸되었고, 살아남은 프랑스군은 모두 피레네산맥을 넘어 도망쳤다.
프랑스의 배후였던 이베리아반도를 장악함으로써 캐슬레이는 다시 대프랑스 동맹의 형성을 주도할 수 있었으며, 이 동맹은 나폴레옹의 운명에 종지부를 찍었다. 웰링턴은 공로를 인정받아 공작으로 승작되었고, 50만 파운드의 포상금도 받았다.
캐슬레이와 함께 영국 사절단을 대표하여 빈 회의에 참가한 웰링턴은 회의 도중 나폴레옹이 엘바섬을 탈출하여 프랑스로 복귀하자, 군을 지휘하기 위하여 빈을 떠났다. 나폴레옹의 마지막 전투가 된 워털루 전투에서 웰링턴은 프로이센의 블뤼허 원수와 협력하여 영국 연합군을 승리로 이끌었다. 이 공로로 웰링턴은 로버트 필과 함께 토리당 내에서 큰 영향력을 가지게 되었고, 1828년 지휘관을 사임하고 영국의 총리가 되었다.
총리 재임 동안 있었던 가장 큰 일은 가톨릭교도 해방령 논의로, 대니얼 오코넬이 국회의원으로 선출은 되었으나 가톨릭 차별법으로 의회에 들어갈 수 없게 된 것이 계기로 논쟁이 번졌던 일이다. 웰링턴은 보수주의 토리당 소속이었음에도 가톨릭 해방령을 옹호하여 당내의 반대를 샀고 도리어 휘그당의 지지로 가톨릭 해방령을 통과시킨다. 조지 4세가 이를 거부하려고 하자 총리직을 사임하겠다며 위협하기도 했다. 그러나 이로 인해 국내 곳곳에서 반발이 터져나와 다시 토리당의 보수 정책을 고집하다가 결국 1830년 휘그당의 그레이 백작에게 총리직을 넘기게 된다.

## 서훈
- 1804년 바스 훈장 나이트 컴패니언(작위급 훈장) → 1815년 바스 훈장 1등급(GCB, 작위급 훈장)

1804년 당시의 바스 훈장은 나이트 컴패니언(Knight Companion)이 최고 등급이었으나, 1815년 등급체계가 개편됨에 따라 현행 1등급으로 전환되었다.
- 1809년 8월 자작작위 서임
- 1812년 2월 백작작위 서임
- 1812년 8월 후작작위 서임
- 1813년 가터 훈장
- 1814년 5월 공작작위 서임